# Park Miejski w Bolkowie
 Park Miejski w Bolkowie – Wzgórze Wilhelma (Knieberg) - zalesione wzgórze położone w obrębie miasta Bolków.
W zapiskach kronikarskich w z 1790 r. wzgórze występuje jako legendarne miejsce chrztu pierwotnych mieszkańców osady. W IX w. do grodu miał przybyć paladyn Roland, bratanek Karola Wielkiego, i głosić nauki chrześcijańskie, wśród pogańskich wtedy mieszkańców. Nakazał on przybycie ludziom pod góra przed miastem. Klęczeli tam oni razem z nim i modlili się, dowodząc swojej wiary. Wtedy postawiono na wzgórzu krzyż.
W 1854 r. władze miejskie przykazują hauptmanowi Wuthe (szef fabryki Kramsta) wzgórze, która ma przekształcić je w park. W tym czasie wzgórz zaczyna być nazywane Wzgórzem Wilhelma. Na wschodnim stoku rosły dawniej liczne drzewa owocowe. Zgodnie z umową po śmierci potomków hauptmana, park stał się z powrotem własnością gminy. W 1884 r. umarł jego syn Emil Wuthe, w 1886 r. wdowa po hauptmanie oddała park gminie.